# Tour de l'Alt Var 2016
El Tour de l'Alt Var 2016, 48a edició del Tour de l'Alt Var, es disputà entre el 20 i el 21 de febrer de 2016 sobre un recorregut de 361,8 km repartits entre dues etapes. La cursa formava part del calendari de l'UCI Europa Tour 2016, amb una categoria 2.1.
El vencedor final fou el francès Arthur Vichot (FDJ), amb el mateix temps que deu ciclistes més, però que gràcies a la victòria en la darrera etapa s'imposa a la general. Jesús Herrada (Movistar Team) i Diego Ulissi (Lampre-Merida) completaren el podi.
Vichot també fou el vencedor de la classificació per punts; Ben Gastauer (AG2R La Mondiale) guanyà la muntanya i Petr Vakoč (Etixx-Quick Step) la dels joves.

## Equips
En aquesta edició hi prengueren part 19 equips:
- 8 equips World Tour: AG2R La Mondiale, BMC Racing Team, FDJ, Etixx-Quick Step, Team Katusha, Lampre-Merida, Cannondale, Movistar Team
- 6 equips continentals professionals: Cofidis, Direct Énergie, Androni Giocattoli-Sidermec, Fortuneo-Vital Concept, Delko-Marseille Provence-KTM, Wanty-Groupe Gobert
- 5 equips continentals: Armée de Terre, Wallonie Bruxelles-Group Protect, Veranda's Willems Cycling Team, HP BTP-Auber 93, Roubaix Lille Métropole

## Etapes
| Etapa    | Data      | Ciutats d'etapa               | type              | Distància (km) | Vencedor de l'etapa | Líder de la general |
| -------- | --------- | ----------------------------- | ----------------- | -------------- | ------------------- | ------------------- |
| 1a etapa | 20 de feb | Lo Canet dei Mauras – Banhòus | etapa accidentada | 153            | Tom-Jelte Slagter   | Tom-Jelte Slagter   |
| 2a etapa | 21 de feb | Draguinhan – Draguinhan       | etapa accidentada | 206,8          | Arthur Vichot       | Arthur Vichot       |

## Classificació final
|    | Ciclista                | Equip                       | Temps      |
| -- | ----------------------- | --------------------------- | ---------- |
| 1  | Arthur Vichot (FRA)     | FDJ                         | 9h 08' 14" |
| 2  | Jesús Herrada (ESP)     | Movistar Team               | m. t.      |
| 3  | Diego Ulissi (ITA)      | Lampre-Merida               | m. t.      |
| 4  | Julien Simon (FRA)      | Cofidis                     | m. t.      |
| 5  | Petr Vakoc (CZE)        | Etixx-Quick Step            | m. t.      |
| 6  | Mikael Cherel (FRA)     | AG2R La Mondiale            | m. t.      |
| 7  | Francesco Gavazzi (ITA) | Androni Giocattoli-Sidermec | m. t.      |
| 8  | Giovanni Visconti (ITA) | Movistar Team               | m. t.      |
| 9  | Maxime Bouet (FRA)      | Etixx-Quick Step            | m. t.      |
| 10 | Patrick Bevin (NZL)     | Cannondale                  | m. t.      |

## Evolució de les classificacions
| Etapa               | Vencedor            | Classificació general | Classificació per punts | Classificació de la muntanya | Classificació dels joves | Classificació per equips |
| ------------------- | ------------------- | --------------------- | ----------------------- | ---------------------------- | ------------------------ | ------------------------ |
| 1                   | Tom-Jelte Slagter   | Tom-Jelte Slagter     | Tom-Jelte Slagter       | Lilian Calmejane             | Petr Vakoc               | Movistar Team            |
| 2                   | Arthur Vichot       | Arthur Vichot         | Arthur Vichot           | Ben Gastauer                 | Petr Vakoc               | Movistar Team            |
| Classificació final | Classificació final | Arthur Vichot         | Arthur Vichot           | Ben Gastauer                 | Petr Vakoc               | Movistar Team            |